# Luisia trichorrhiza
Luisia trichorrhiza är en orkidéart som först beskrevs av William Jackson Hooker, och fick sitt nu gällande namn av Carl Ludwig von Blume. Luisia trichorrhiza ingår i släktet Luisia och familjen orkidéer. Inga underarter finns listade i Catalogue of Life.